# Педдл, Чарльз Ингерхэм
Чарльз Ингерхэм «Чак» Педдл (англ. Charles Ingerham “Chuck” Peddle, 1937—2019) — американский инженер-электротехник, главный конструктор микропроцессора 6502 фирмы MOS Technology, а также одноплатного компьютера KIM-1 и последовавшего за ним персонального компьютера Commodore PET, построенных на этом микропроцессоре.

## Биография
Педдл родился в 1937 году в Бангоре, штат Мэн. В школьные годы работал на радиостанции.
В 1955 году прошёл службу в морской пехоте США. Он учился в университете Мэна, где получил степень бакалавра в области инженерных наук. В 1959 году он поступил на работу в компанию General Electric, где занимался системами разделения времени.
В 1973 году, работая в компании Motorola, Педдл принял участие в разработке микропроцессора Motorola 6800.
Педдл увидел рыночную нишу для микропроцессоров со сверхнизкими ценами, и стал продвигать проект такого микропроцессора, который бы дополнял 300-долларовый Motorola 6800. Руководство Motorola противилось его усилиям и предложило ему отказаться от проекта. Вследствие этого он ушёл в компанию MOS Technology, где возглавил разработку семейства микропроцессоров MOS Technology 650x. Эти микропроцессоры были созданы как 25-долларовый ответ на Motorola 6800. Самым известным представителем серии 650x был разработанный в 1975 году микропроцессор 6502. Его цена составляла 15 % от цены Intel 8080. Микропроцессор использовался во многих коммерческих продуктах, включая компьютеры Apple II, Commodore VIC-20, Atari 400/800/XL/XE, Oric и BBC Micro.
На основе 6502 было создано несколько модификаций микропроцессоров, сохранявших обратную совместимость с оригиналом. Фирма Atari использовала микропроцессор 6507 в игровой приставке Atari 2600 и периферийных устройствах к компьютерам Atari 400/800. Также Atari на основе микропроцессора 6502 создала микропроцессор с кодовым названием «Sally», применявшийся в компьютерах серий XL/XE и игровой приставке Atari 7800. Он отличался наличием сигнала HALT, позволявшего второму микропроцессору «ANTIC» останавливать основной процессор и использовать процессорную шину в режиме DMA. В компьютере Commodore 64 применялся микропроцессор 6510. В игровой приставке Nintendo Entertainment System был использован микропроцессор Ricoh 2A03, также основанный на 6502.
В 1980 году Педдл ушёл из MOS Technology вместе с финансистом Commodore Business Machines Крисом Фишем, чтобы основать Sirius Systems Technology. Там Педдл разработал персональный компьютер Victor 9000.

## Наследие
Чак Педдл и Билл Менш считаются первопроходцами в области персональных компьютеров, поскольку технология и бизнес-модель микропроцессора 6502 способствовали началу революции персональных компьютеров.